# Мирјам
Мирјам је женско име које води порекло из хебејског језика (јев:מִרְיָם), и један је од облика имена Марија. Значење може бити вишеструко: светлост, горчина, господ, владарица, госпођа, вољена (египатска верзија).

## Сродна имена
Сродна имена су: Манон, Мара, Маријан, Маријана, Марица, Марина, Маринела, Маринета, Маријон, Мариора, Марита, Маша, Мија, Мијета и Рија. 

## Имендани
- 23. јануар.
- 2. фебруар.
- 22. август.

## Варијације имена у језицима
-,
-, имендани: 23. јануар, 2. фебруар
-, имендан: 22. август
-,

## Познате личности
- Мирјам (Библија), библијска пророчица
- Мирјам Макеба (мађ. Miriam Makeba), јужноафричка певачица
- Милица Јаковљевић Мирјам, псеудоним српске књижевнице